# Кривогаштани

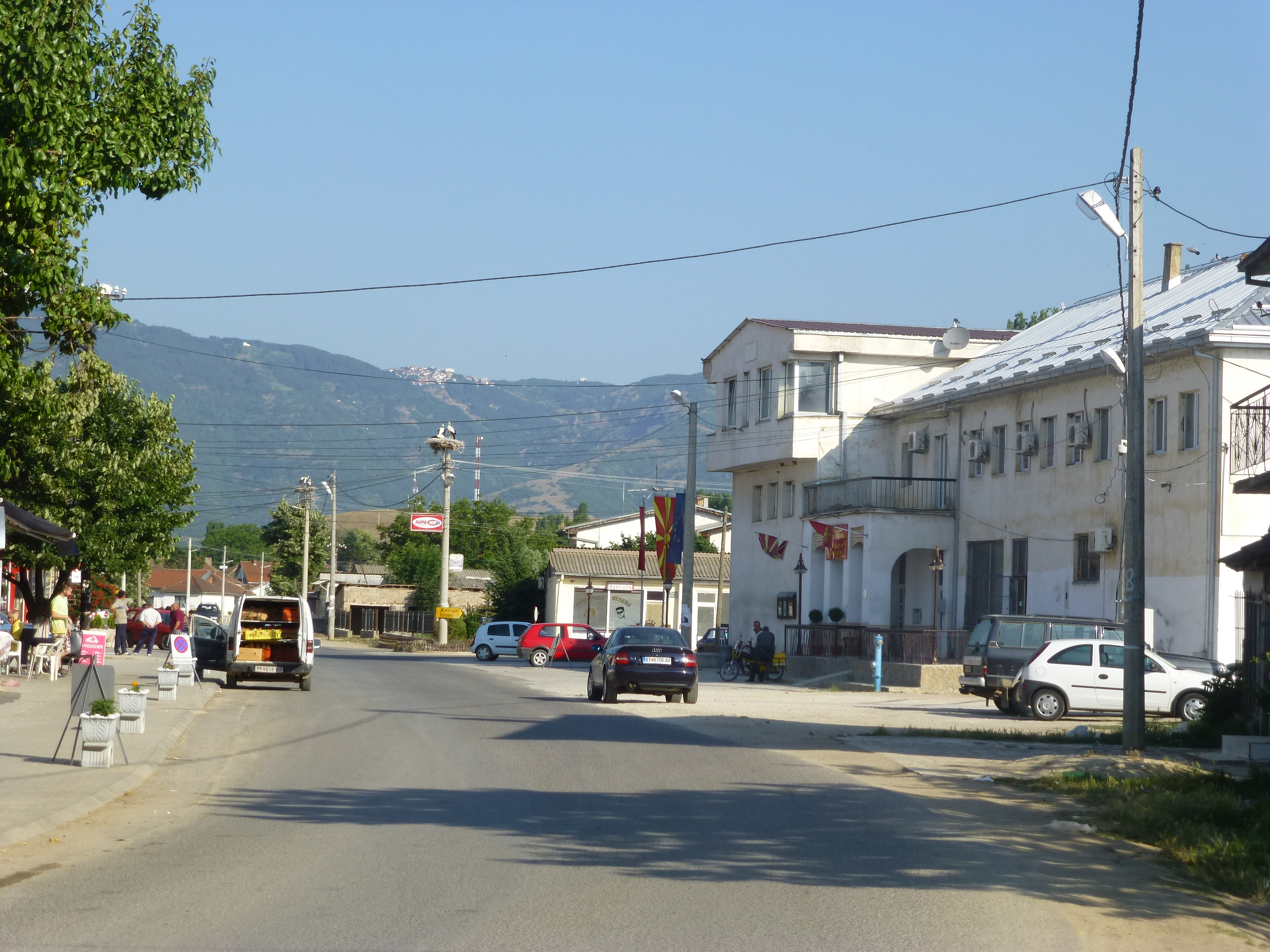
Кривогаштани

Кривога́штани (макед. Кривогаштани) — село в центральной части Северная Македония, центр одноименной общины Кривогаштани.

## География
Село расположено в области Пелагония, к западу от города Прилеп на пути из Прилепа в Крушево.

## Население
По переписи 2002 года, село населяют 1870 жителей, из которых:
| Национальность | Всего |
| македонцы      | 1860  |
| цыгане         | 8     |
| сербы          | 1     |
| другие         | 1     |

## Личности
- Гюрлуков, Иван (? — 1920), болгарский революционер, воевода ВМРО, родился и погиб в селе
- Гюрлуков, Милан (1884—1944), болгарский революционер, воевода ВМРО